# 比勒河 (納門洛瑟河支流)
51°12′20″N 8°30′50.7″E / 51.20556°N 8.514083°E
比勒河（德語：Büre），是德國的河流，位於該國西部，流經北萊茵-威斯特法倫州，屬於納門洛瑟河的左支流，河道全長2.6公里，發源自溫特貝格附近。